# Postulatele lui Koch
Postulatele lui Koch sunt un set de patru criterii formulate de Robert Koch și Friedrich Loeffler în 1884, îmbunătățite și publicate de Koch în 1890. Scopul acestor criterii este acela de a stabili o relație cauzală între un microb și boala pe care o cauzează. Koch a aplicat aceste postulate pentru a determina cauzele antrax-ului și a tuberculozei. Ele au fost generalizate ulterior și la alte boli.
1. Microorganismul trebuie găsit din abundență în toate organismele care suferă de boală, dar nu trebuie găsit în organismele sănătoase.;
2. Microorganismul trebuie izolat dintr-un organism bolnav și crescut în cultură pură;
3. Microorganismul de cultură ar trebui să provoace boală atunci când este introdus într-un organism sănătos;
4. Microorganismul trebuie reizolat din gazda experimentală bolnavă inoculată și identificat ca fiind identic cu agentul cauzal specific original..